# Eminem
Eminem, pseudonimo di Marshall Bruce Mathers III (Saint Joseph, 17 ottobre 1972), è un rapper, produttore discografico e attore statunitense.

Firma di Eminem

Considerato uno dei migliori artisti hip hop di sempre, è cresciuto a Detroit, dove è stato scoperto nel 1997 da Dr. Dre, noto rapper e produttore discografico. Due anni più tardi ha ottenuto il primo successo con il singolo My Name Is. Con il terzo album The Marshall Mathers LP, Eminem ha stabilito il record di album hip hop dalle vendite più veloci di sempre e terzo album dalle vendite più veloci di sempre, con 1 760 049 copie solo negli Stati Uniti nella prima settimana, mentre il successivo The Eminem Show è stato il più venduto e premiato di tutto il 2002, con 7,9 milioni di copie vendute solo negli Stati Uniti in quell'anno. Nel marzo del 2022 è diventato l'artista con più singoli venduti nella storia della musica con oltre 166 milioni di copie, risultando il rapper di maggior successo di sempre.
Durante gli MTV Europe Music Awards 2013 ha ricevuto il premio Global Icon, diventando così il quarto artista nel mondo ad aver ottenuto tale riconoscimento, dopo i Queen, Bon Jovi e Whitney Houston. Ai Grammy Awards 2014 ha ricevuto il premio come miglior album rap per l'album The Marshall Mathers LP 2 e quello come miglior collaborazione con il singolo The Monster con Rihanna. Nel 2014 Eminem è diventato inoltre il primo artista di sempre ad avere due dischi di diamante digitali, Love the Way You Lie e Not Afraid (tre con Lose Yourself, che ha raggiunto tale soglia nel 2018). È inoltre l'unico rapper insieme a Tupac Shakur con più di un album ad essere certificato disco di diamante, ossia The Marshall Mathers LP, The Eminem Show, Curtain Call - The Hits e Recovery.
Parallelamente alla sua attività come rapper, Eminem si è affermato anche come produttore discografico di album hip hop, producendo artisti attraverso la propria etichetta discografica, la Shady Records, fondata con il suo manager Paul Rosenberg. A partire dal 2002 ha intrapreso la carriera come attore, recitando in 8 Mile, diretto da Curtis Hanson, che ottenne un gran successo; il brano Lose Yourself, contenuto nel film, ha permesso al rapper di vincere l'Oscar alla migliore canzone nel 2003, prima canzone hip hop della storia ad ottenere l'ambito riconoscimento.
Il premio Nobel alla letteratura Seamus Heaney ha lodato Eminem per l'energia retorica e per l'interesse suscitato dai testi delle sue canzoni, mentre Elton John lo ha paragonato, per i successi conseguiti, ad altri musicisti celebri quali Mick Jagger e Jimi Hendrix. Nel 2004 la rivista Rolling Stone ha posizionato Eminem al numero 83 nella propria lista dei 100 migliori artisti di tutti i tempi.

## Biografia

### Gli inizi
Marshall Mathers è di origini britanniche, Cherokee, tedesche, svizzere, polacche e lussemburghesi. I suoi genitori, Marshall Bruce Mathers II e Debbie Briggs, erano due musicisti rock piuttosto poveri e per questo costretti a trasferirsi da una parte all'altra degli Stati Uniti d'America, in condomini e roulotte. Quando Marshall aveva appena sei mesi la madre lo portò via dal padre accusato di molestie, che poi il padre smentì in una lettera diretta a Marshall.
A 12 anni, insieme alla madre, si stabilì definitivamente a Detroit. Qui Marshall attraversò un'adolescenza difficile: litigava spesso con la madre sia per i problemi di droga di quest'ultima che per le numerose storie che essa intraprendeva con uomini che trattavano male anche lo stesso Marshall. Ebbe anche diversi problemi a scuola: venne infatti bocciato tre volte a causa delle numerose assenze; era molto timido ed era etichettato come "lo sfigato della classe", e per questo era sovente oggetto di derisione e maltrattamento da parte degli altri compagni e da uno in particolare, DeAngelo Bailey, che lo mandò in coma per cinque giorni quando aveva solo otto anni. Bailey nel 2001 lo querelò accusandolo di aver invaso la sua privacy e di averlo messo in cattiva luce nel brano Brain Damage, sebbene avesse dichiarato in più occasioni di non essersi pentito di quello che aveva fatto. Nell'ottobre del 2003 la querela fu archiviata dal tribunale.
Alla Lincoln High School di Warren conobbe il rapper e futuro migliore amico Proof e la futura moglie Kimberly Anne Scott. A 17 anni abbandonò il liceo e avviò una relazione con Kim. Il giovane rapper iniziò la sua carriera musicale ancora prima che Kim rimanesse incinta, anche se per sostenere la famiglia fu costretto a fare altri lavori; in particolare, fece a lungo il cuoco e il lavapiatti per il locale Gilbert's Lodge a St. Clair Shores, Michigan.
Nel 1991 perse lo zio Ronnie, suicida, con il quale aveva un legame particolare e che in seguito citò in Stan, Cleanin' Out My Closet e My Dad's Gone Crazy; sul braccio sinistro ha tatuato "Ronnie R.I.P." in memoria del parente scomparso.
Nel 2006 subì la perdita di Proof, morto in una sparatoria sulla 8 Mile Road (curiosamente solo un anno prima aveva girato insieme a lui il video di Like Toy Soldiers, in cui subiva la medesima sorte). In quel periodo sua madre assumeva farmaci come Vicodin e Valium e lui la rimproverava spesso per la sua dipendenza, anche pubblicamente, ma la madre più volte cercò di smentire arrivando anche a denunciarlo per diffamazione.

### Infinite,The Slim Shady LP, la firma per la Interscope Records
All'inizio degli anni novanta Mathers adottò il nome d'arte "M&M" (dalle sue iniziali con il nome di battesimo: Marshall Mathers), e insieme a Proof fondò i Soul Intent. Nel 1995 il gruppo pubblicò il singolo Fuckin' Backstabber. Nel 1996 pubblicò da solista Infinite, per la prima volta con lo pseudonimo "Eminem", pronuncia del suo precedente nome d'arte, M&M. L'album circolò in sole 500 copie, e i suoi brani non ebbero seguito sulle radio né ebbero critiche entusiaste: molti insinuarono che il rapper traesse troppa ispirazione dai colleghi Nas e AZ.
Dopo il flop dell'album la fidanzata lo lasciò, e gli impedì di vedere la loro figlia Hailie Jade Scott (nata il 25 dicembre 1995). Come reazione a tutti questi avvenimenti negativi, Mathers tentò il suicidio con un'overdose di Tylenol. Superata la crisi, rispolverò i suoi lavori per rilanciare la propria carriera musicale e per riconciliarsi con l'ex fidanzata. Infatti nell'album The Marshall Mathers LP pubblicò Kim dove parla delle sue riflessioni sulla relazione tra lui e la sua, ormai ex, fidanzata. Nella versione pulita dell'album The Marshall Mathers LP, Kim sarà rimpiazzata dalla traccia The Kids. Nello stesso anno un assistente sociale chiese di avviare indagini contro la madre di Eminem, accusandola di maltrattare anche l'altro figlio Nathan, nato nel 1986.
Al 1997 risale The Slim Shady EP, con testi più cupi e introspettivi (come Murder Murder, in cui dichiarava di essere disposto a commettere crimini pur di allevare la figlia, e No One's Iller). Nell'ambiente underground si distinse per il suo stile umoristico, ma anche per essere, insieme ai Beastie Boys, uno dei pochi artisti bianchi nel suo genere. Dr. Dre trovò il demo di Eminem nel garage di Jimmy Iovine, presidente della Interscope Records. In seguito decise di far assumere Mathers dall'etichetta e dalla sussidiaria Aftermath Entertainment, nonostante Mathers fosse stato sconfitto da Otherwize al battling delle Rap Olympics di Los Angeles, arrivando al secondo posto.
Il primo brano ad essere pubblicato come singolo è stato Just Don't Give a Fuck, inizialmente negli Stati Uniti nel 1997 e successivamente in tutto il mondo nel 1999. Fu anche la prima canzone ad avere il videoclip.

### Primi successi

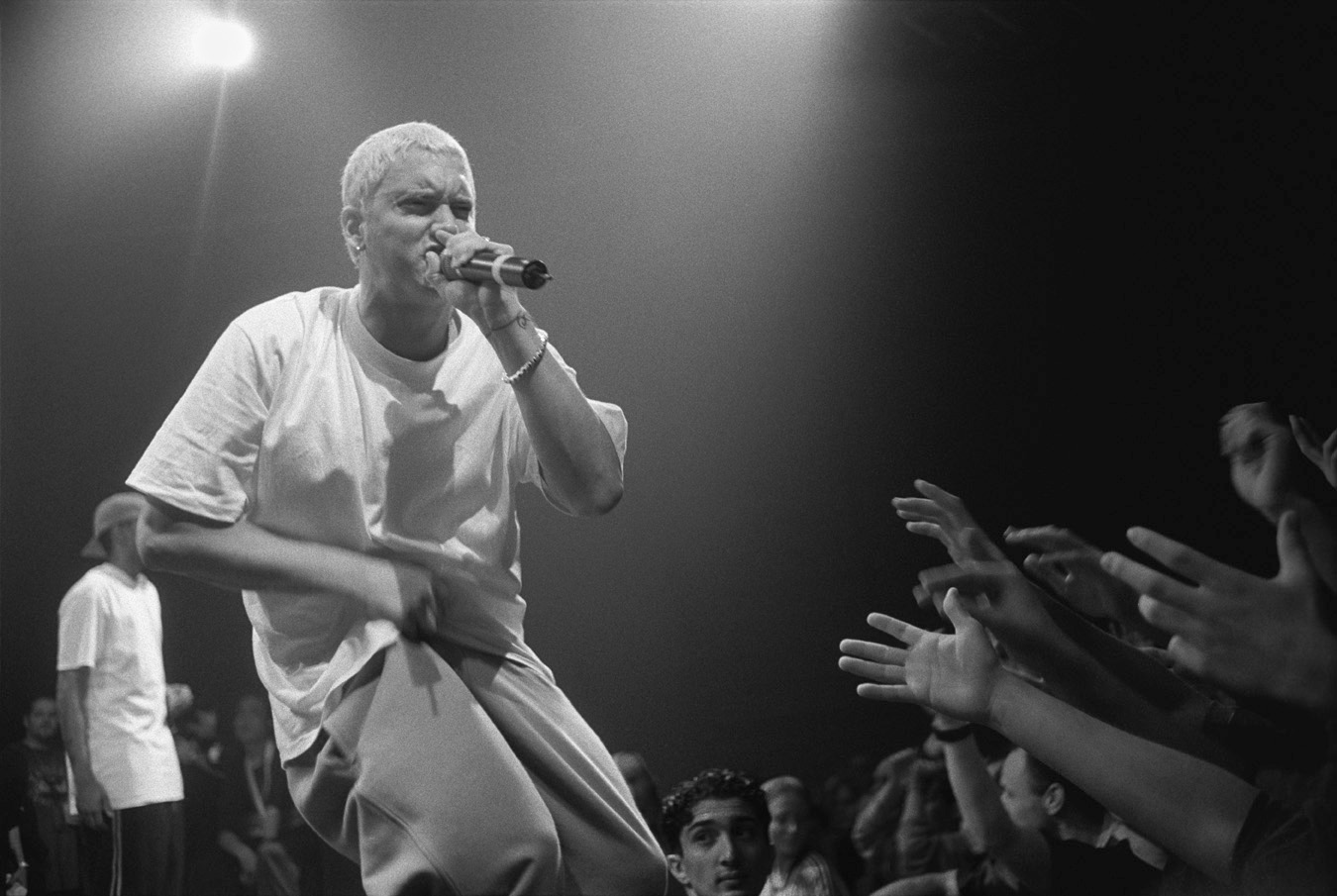
Eminem durante un concerto a Monaco di Baviera

Il 23 febbraio 1999 Mathers pubblicò per la Interscope l'album The Slim Shady LP. Le vendite arrivarono a 480 000 copie nelle sole prime due settimane. Il disco raggiunse la seconda posizione nella Billboard 200 e fu certificato quattro volte disco di platino dalla RIAA ma con l'arrivo della popolarità iniziarono le prime polemiche per i contenuti violenti delle sue canzoni. Nel brano '97 Bonnie and Clyde, ad esempio, parla di un viaggio in auto con la figlia, per disfarsi del cadavere della moglie; mentre in Guilty Conscience incoraggia un uomo ad uccidere la moglie e il suo amante.
Il 14 giugno 1999 si sposò con Kim, la storica fidanzata, a Saint Joseph, Missouri, sua città natale. Inoltre in quell'anno duettò con Kid Rock in Fuck Off, contenuta nell'album Devil Without a Cause. Il 23 maggio 2000 uscì The Marshall Mathers LP, che nella prima settimana vendette subito 1,7 milioni di copie, record imbattuto per un album rap. The Marshall Mathers LP è tra gli album di maggior successo della sua carriera, avendo venduto 6,5 milioni di copie nel primo mese e più di 35 milioni di copie nel mondo, di cui 10 milioni solo negli Stati Uniti d'America.
Il suo singolo di lancio fu The Real Slim Shady, che ottenne un successo notevole, raggiungendo la quarta posizione della Billboard Hot 100 e la prima nella Official Singles Chart britannica; il suo testo contiene anche insulti ad alcuni cantanti pop statunitense: ad esempio accusa Christina Aguilera di praticare sesso orale con Fred Durst dei Limp Bizkit e con il video jockey di MTV Carson Daly.
Nel secondo singolo The Way I Am Marshall abbandona i toni goliardici del precedente e racconta le pressioni della sua etichetta discografica, la Interscope, perché uguagliasse il successo di My Name Is e vendesse più dischi; inoltre cerca di difendere musicisti come Marilyn Manson. In Stan, che campiona Thank You di Dido, dichiara di voler far pace con la fama raggiunta, dal punto di vista di un fan che si suicida uccidendo anche la fidanzata incinta (rifacendosi a '97 Bonnie & Clyde, da The Slim Shady LP). Stan diventò la seconda hit numero 1 di Eminem in Gran Bretagna e la sua prima numero 1 in Italia. Nel 2001, collabora con Jay-Z per la canzone Renegade, contenuta nell'album The Blueprint del rapper newyorkese.

### Problemi legali

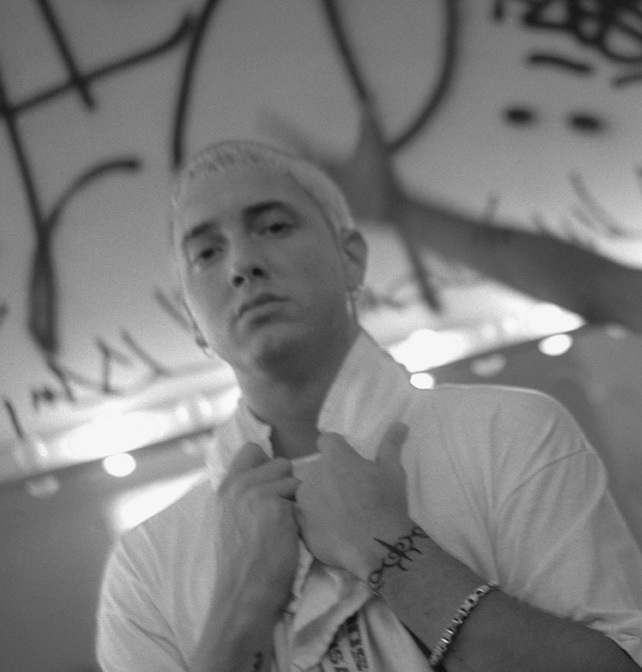
Eminem nel 1999

Il 4 giugno 2000 rimase coinvolto in un diverbio a Royal Oak, Michigan, con il manager dei suoi rivali Insane Clown Posse e Douglas Dail. Su The Marshall Mathers LP, nella traccia Marshall Mathers, Eminem chiama Shaggy 2 Dope e Violent J dei «Finocchi drogati» e «Gay non dichiarati», ed esclama anche che sono «due gay rompiscatole»; inoltre in questo album è rappresentato uno skit di Ken Kaniff, un personaggio gay interpretato da Eminem, che pratica sesso orale con i due membri degli ICP. Durante il litigio Mathers fu notato con in mano una pistola, che mantenne puntata a terra. Il giorno dopo il rapper scoprì sua moglie Kim mentre baciava un tale di nome John Guerrera, fuori dall'Hot Rocks Café, e Mathers lo minacciò con una 9 mm scarica e la usò per trattenerlo.
Consegnato alla polizia dopo l'incidente dell'Hot Rocks Cafè, fu accusato di avere minacciato Guerrera usando un'arma da fuoco in pubblico, di averlo assalito con un'arma pericolosa e di averne nascosto il possesso, in due processi separati. Con un patteggiamento per il caso con gli Insane Clown Posse, conclusosi il 10 aprile 2001, si dichiarò colpevole di possesso d'arma da fuoco. In cambio del ritiro delle accuse gli furono comminati due anni di libertà vigilata, gli fu anche imposto di pagare 100.000 dollari di danni, secondo la valutazione del tribunale nel 2002. Nel caso di Guerrera dichiarò "di non volere discutere" circa le accuse di uso e possesso di arma da fuoco, subendo una condanna a un anno di libertà vigilata, in concordanza con la sentenza per il primo caso.
Avrebbe poi raccontato la vicenda nelle canzoni Say Goodbye Hollywood, Soldier (The Eminem Show, 2002), The Kiss, Sing for the Moment ("You're full of shit too, Guerrera, that was a fist that hit you!" ovvero "Anche tu dici un sacco di stronzate, Guerrera, era un pugno quello che ti ha colpito!"). Nel settembre del 2000 sua madre Debbie Briggs-Mathers lo accusò di aver mentito in My Name Is (nello spezzone "ho appena scoperto che mia madre si fa più di me") e anche in alcune interviste. La madre di Eminem negava ciò che il figlio sosteneva, e chiese 10 milioni di dollari di danni per diffamazione. Eminem e sua madre giunsero ad un accordo nel 2001, per un risarcimento di 25.000 dollari, di cui oltre 23.000 all'avvocato Fred Gibson.

### The Eminem Show,8 Milee l'Oscar
A metà del 2002 fu pubblicato The Eminem Show, che divenne il disco più venduto dell'anno e fu premiato ai Grammy Awards come miglior album. Il suo singolo più celebre è l'umoristico Without Me; il relativo videoclip, parodia di Batman, è stato anch'esso premiato con un Grammy come miglior video di breve durata. Destò molto scalpore il singolo Cleanin' Out My Closet in risposta all'accusa di diffamazione e alla canzone Dear Marshall, traccia registrata dalla madre con il gruppo rap ID-X, contenuta nell'album Set the Record Straight per porre fine alle loro controversie. In questo singolo il rapper non bada a mezzi termini per accusare la madre nell'avergli rovinato l'infanzia. Seguirono poi i singoli Superman, il quale parla delle sue relazioni dopo il divorzio, e Sing for the Moment, in risposta alle critiche di incitazione alla violenza presenti nei suoi brani.
Nel 2003 uscì il film 8 Mile: il singolo Lose Yourself, a cui partecipò anche il rapper Xzibit, fu premiato con l'Oscar (primo e finora unico di Eminem), ossia quello alla miglior canzone originale, rendendola la prima canzone hip hop insignita della statuetta. Inoltre The Slim Shady LP, The Marshall Mathers LP e The Eminem Show vennero inseriti nella lista dei 500 migliori album secondo Rolling Stone, rispettivamente ai numeri 273, 302 e 317. Intanto la relazione tra Eminem e l'ex moglie continuò ad incrinarsi, quando Kim dovette scontare due anni di libertà vigilata per possesso di cocaina.

### Encoree la prima raccoltaCurtain Call: The Hits
Un anno dopo uscì Encore, il quale si apre con la canzone Evil Deeds per porre fine una volta per tutte alle critiche riguardanti il suo passato difficile. L'album fu trainato soprattutto dai singoli Just Lose It (brano dove il rapper ridicolizza Michael Jackson), Like Toy Soldiers (brano in cui cerca di porre fine ad una faida tra rapper che va avanti da anni) e Mockingbird, interamente dedicata alla figlia. All'epoca Kim Scott dovette anche scontare trenta giorni in carcere, dopo aver fallito un test da dipendenza da cocaina: anche dopo il divorzio la sua relazione con Eminem rimase a lungo altalenante. Il giovane rapper fu anche assoldato dal collega e beatmaker di Atlanta Lil Jon per partecipare al remix del brano della Terror Squad Lean Back, assieme a Ma$e, Remy Martin, Fat Joe e lo stesso Lil Jon.
Come Eminem ha dichiarato in alcune interviste in TV o sui quotidiani all'inizio del 2005 era arrivato al punto che "non sapeva dove andare". Le voci cominciarono a girare riguardo a Curtain Call: The Hits (in origine doveva intitolarsi The Funeral), poi pubblicato il 6 dicembre dello stesso anno. A luglio il Detroit Free Press riportò la notizia di un possibile finale di carriera per Mathers, e citò alcune voci dei suoi collaboratori, secondo cui Eminem sarebbe divenuto produttore a tempo pieno; inoltre scrisse che Encore (2004) sarebbe stato il suo ultimo album in studio. Ad MTV News Eminem rispose che non si sarebbe ritirato presto, malgrado la carriera di produttore.
Il suo uso di pillole Zolpidem aumentò a tal punto che, nell'agosto del 2005, cancellò la tappa in Europa dell'Anger Management Tour e dovette curarsi in un centro di riabilitazione. Alla tappa del tour presso il Madison Square Garden e all'Atlanta's HiFi Buys Amphitheater, ha apertamente annunciato che non si ritirerà, dicendo anche che "è più credibile che la Luna esploda", anche se molti hanno ipotizzato il suo abbandono e che le sue dichiarazioni siano servite solo a distrarre i fan. Mathers ha anche pubblicato un singolo da Curtain Call, intitolato When I'm Gone brano dedicato a sua figlia, dove parla anche "del peso di Slim Shady, il suo alter ego musicale, sulla vita di Marshall Mathers", e dice di voler far riposare il suo doppione, dicendo: "Mi giro, Trovo una pistola per terra, la carico/ Me la punto al cervello, urlo 'Muori, Shady!', e sparo!".
Il 6 dicembre 2005 (stesso giorno dell'uscita di Curtain Call) ha continuato a smentire la notizia del suo ritiro al programma radiofonico Mojo in the Mornin', ma ha pure sostenuto che da rapper avrebbe preso una pausa. Queste sono le sue parole: "Proprio adesso, sono ad un punto della vita in cui non so come andrà avanti la mia carriera... La mia raccolta s'intitola Curtain Call (cioè 'Cala il sipario') proprio perché potrebbe essere il mio ultimo lavoro”. Il 15 agosto dell'anno seguente Obie Trice ha pubblicato l'album Second Round's on Me. Eminem ne ha prodotto 8 tracce e con Obie ha collaborato in There They Go, e ha inoltre cantato con Akon in Smack That, brano dal suo disco Konvicted.

### Eminem Presents the Re-Up
Il 5 dicembre 2006 è stato pubblicato Eminem Presents the Re-Up, disco originariamente pensato come una raccolta di mix ma infine uscito come vero e proprio album. Ad esso hanno lavorato anche Obie Trice, Ca$his, Stat Quo e Bobby Creekwater, tutti sotto contratto con la Shady Records, e il primo singolo estratto è You Don't Know, cantato da Mathers, 50 Cent, Lloyd Banks e Ca$his. Eminem ha cantato anche No Apologies, mentre Bizarre e Kuniva dei D12 hanno lavorato a Murder. Il rapper ha detto che il disco non è dedicato allo scomparso collega Proof, come si pensava più volte, ma è servito a promuovere i musicisti sotto la sua etichetta, la Shady Records.

### Relapse

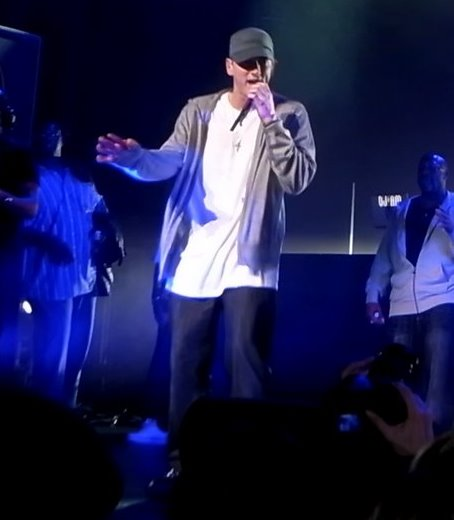
Eminem in concerto nel 2009

Relapse è il sesto album in studio di Eminem. Prima ancora dell'uscita dell'album, il singolo Crack a Bottle raggiunge la vetta della Billboard Hot 100 statunitense (seconda volta per Eminem dopo Lose Yourself) e si piazza alla posizione 15 in Nuova Zelanda e alla quarta nella Official Singles Chart britannica, stabilendo il record di vendite nella prima settimana d'uscita e ha generato in una sola settimana un record di vendite digitali con ben 418.000 download (fonte Nielsen SoundScan). Eminem ha annunciato ufficialmente la data del suo nuovo album di studio, dopo una pausa di quattro anni. Relapse (edito da Interscope, Aftermath e Shady) è stato pubblicato il 15 maggio 2009. Il primo singolo, We Made You, e il video sono usciti contemporaneamente il 7 aprile. La notizia del nuovo album circolava già nell'autunno 2008, quando Eminem svelò per la prima volta il titolo e pubblicò il freestyle, I'm Having a Relapse, nel corso di un'intervista per la sua radio satellitare Shade 45.
"Molti si aspettavano che Relapse uscisse lo scorso anno - dice Eminem - Ero uno di quelli. Poi Dre e io siamo tornati in studio a settembre per alcuni giorni, che sono poi diventati sei mesi. Eravamo talmente coinvolti che ci siamo trovati con una tonnellata di nuova musica prodotta da Dre". L'album ha venduto quasi un milione e mezzo di copie negli Stati Uniti e 7 milioni e mezzo complessivamente. Nel 2010 è stato premiato con un Grammy Award come "Miglior album rap". Gli altri singoli sono stati 3 a.m., Old Time's Sake e Beautiful (unica traccia prodotta da Eminem).

### Recovery
Recovery è il settimo album solista di Eminem. Inizialmente, Eminem aveva idea di pubblicare un seguito di Relapse e di chiamarlo Relapse 2. Tuttavia, il 13 aprile 2010 Eminem scrisse sul suo account ufficiale su Twitter che non ci sarebbe più stato Relapse 2. Spiegò anche di aver optato per un nuovo titolo, Recovery, perché aveva completamente cambiato gli argomenti delle canzoni da contenere in esso. Il singolo di lancio è stato Not Afraid, traccia numero 7 dell'album. L'album è uscito il 18 giugno 2010 in Europa e il 21 giugno 2010 negli Stati Uniti, ma è stato soggetto a un leak che precedette l'uscita ufficiale.
Nonostante questo, l'album ha raggiunto la prima posizione tra gli album più venduti nella classifica irlandese, australiana, austriaca, canadese, danese, europea, neozelandese, svizzera, britannica, nella Billboard 200, nella Top R&B/Hip-Hop Albums e nella Top Rap Albums. Inoltre si è piazzato alla numero 6 della classifica italiana stilata dalla Federazione Industria Musicale Italiana. Nel febbraio 2011, come il precedente, il disco è stato premiato con il Grammy Award come "Miglior album rap".
A maggio 2011 viene premiato anche ai Billboard Music Awards nelle categorie: Top Artist, Top Male Artist, Top Rap Artist, Top Billboard 200 Album e Top Rap Album per Recovery, Top Rap Song per Love the Way You Lie. L'album genererà due singoli che raggiungeranno la vetta della classifica statunitense, Not Afraid, che debutterà direttamente alla prima posizione della Billboard Hot 100, e Love the Way You Lie, fatta in collaborazione con Rihanna, che venderà circa 12,8 milioni di copie globalmente, diventando il singolo più venduto di Eminem.

### The Marshall Mathers LP 2

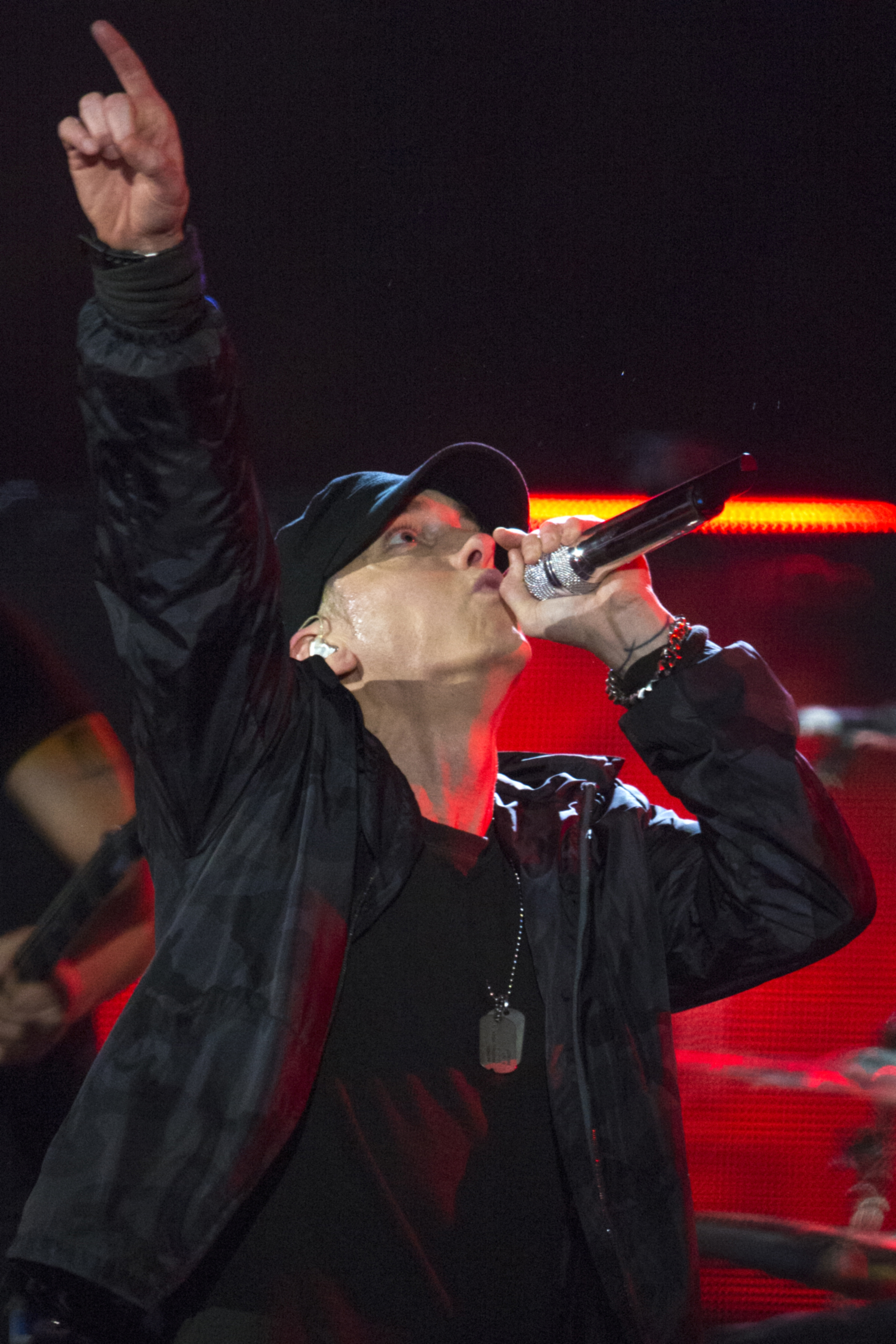
Eminem a Washington l'11 novembre 2014

L'ottavo album in studio di Eminem, The Marshall Mathers LP 2, preannunciato dal singolo Berzerk (prodotto da Rick Rubin), è uscito il 5 novembre 2013 ed è, come suggerisce il titolo, il seguito del suo terzo album uscito nel 2000, The Marshall Mathers LP. Come segnale evidente del ritorno di Marshall ai vecchi tempi, si ritinge i capelli di biondo, annunciando anche un ritorno del suo alter ego "cattivo" Slim Shady.
Questo ritorno alle origini si può notare anche nella sonorità e nello stile del singolo Berzerk, in cui si ritrova l'Eminem irriverente e old school degli anni antecedenti a Recovery. Dopo Berzerk vengono estratti altri quattro singoli dall'album: Survival, Rap God, The Monster in collaborazione con Rihanna e Headlights in collaborazione con Nate Ruess. Agli ultimi Grammy Awards l'album viene premiato come "miglior album rap dell'anno" e il singolo The Monster in collaborazione con Rihanna come "miglior collaborazione".
Il 7 agosto 2014 Eminem e Rihanna hanno inaugurato a Pasadena in California il loro The Monster Tour, che ha toccato diverse città del Nord America.

### ShadyXV
È un doppio album, contenente una compilation di diversi artisti della Shady Records, casa discografica fondata da Eminem, in cui compaiono diversi suoi pezzi e collaborazioni. Lungamente annunciato, è stato pubblicato il 24 novembre 2014.
Il 25 agosto 2014, viene estratto dall'album il singolo Guts Over Fear, in collaborazione con Sia, noto anche per essere inserito nel trailer di Equalizer - Il vendicatore con Denzel Washington. Il secondo singolo, Detroit vs. Everybody, è stato pubblicato l'11 novembre, in collaborazione con Royce da 5'9", Danny Brown, Big Sean, Trick-Trick e Dej Loaf. L'album ha debuttato al numero tre della Billboard 200. Nella prima settimana ha venduto 138.000 copie negli Stati Uniti.
Nell'album, oltre che con i sopracitati, sono presenti collaborazioni con: Yelawolf, Slaughterhouse, Kobe e con i D12.

### Revival,KamikazeeMusic to Be Murdered By
Il 19 ottobre 2016, dopo aver partecipato come artista ospite nel brano Kill for You di Skylar Grey, due giorni dopo il suo 44º compleanno, Eminem pubblica un nuovo freestyle, Campaign Speech, brano in cui il rapper si scaglia contro la campagna elettorale del Presidente degli Stati Uniti d'America Donald Trump, annunciando anche la futura uscita di un nuovo album, intitolato Revival.
Nell'ottobre del 2017, appare in Revenge, la seconda traccia del settimo album in studio di Pink, Beautiful Trauma. Il 10 novembre 2017, invece, pubblica il primo singolo di Revival, Walk on Water, che ha visto la partecipazione di Beyoncé. L'8 dicembre 2017 pubblica il secondo singolo Untouchable, mentre il 15 dicembre 2017 esce l'album Revival, e insieme ad esso il terzo singolo in collaborazione con Ed Sheeran, River. L'album contiene parecchie collaborazioni: oltre ai già citati Ed Sheeran e Beyoncé, vi partecipano pure Kehlani, Phresher, Alicia Keys, Skylar Grey, gli X Ambassadors e infine Pink.
Il 31 agosto 2018 annuncia, a sorpresa, sui propri social l'uscita del suo decimo album, Kamikaze. Il disco è prodotto dallo stesso Eminem in collaborazione con Dr. Dre, Mike Will Made It, Ronny J, Cubeatz, Jeremy Miller, Boi-1da, Jahaan Sweet, Tay Keith, Tim Suby, Fred Ball e S1. Il disco pubblicato da Mathers contiene numerosi riferimenti a personaggi di spicco nel mondo della musica e della politica, come ad esempio il Presidente statunitense Donald Trump (in The Ringer), Joe Budden (in Fall), Lil Pump (in The Ringer), ma soprattutto consistenti pezzi di dissing rivolti a Tyler, the Creator e Machine Gun Kelly, trattandosi rispettivamente dei brani Kamikaze e Not Alike. Benché molti dei bersagli di Eminem fossero suoi stessi colleghi, l'unico a rispondere è Machine Gun Kelly, attaccato da Eminem sia per alcuni commenti fatti dal rapper su Hailie Mathers sia per alcune diffamazioni su Eminem diffuse da MGK in seguito alla sua cacciata da Interscope. Il 3 settembre seguente, infatti, Machine Gun Kelly pubblica il brano inedito Rap Devil (titolo antitetico rispetto al celebre brano di Eminem Rap God). Il 14 settembre Eminem pubblica il singolo Killshot in risposta a Rap Devil.
Nuovamente a sorpresa, il 17 gennaio 2020, Eminem pubblica l'undicesimo album Music to Be Murdered By, caratterizzato dalla presenza di svariate collaborazioni, tra cui Ed Sheeran, Royce da 5'9" e Juice Wrld, quest'ultimo apparso nell'unico singolo estratto Godzilla. Il 9 febbraio si esibisce alla 92ª edizione dei Premi Oscar cantando Lose Yourself. Il 9 luglio la figlia di Kid Cudi ha annunciato che suo padre ed Eminem avrebbero pubblicato un singolo il venerdì successivo, intitolato The Adventures of Moon Man & Slim Shady. Il 18 dicembre dello stesso anno viene commercializzata l'edizione deluxe, intitolata Music to Be Murdered By - Side B e contenente ulteriori inediti. L'uscita dell'album è stata accompagnata dall'uscita del video musicale del brano Gnat diretto da Cole Bennett. In seguito sono stati pubblicati i video musicali anche dei brani Alfred's Theme e Tone Deaf, quest'ultimo contenente un omaggio a King Von, deceduto il 6 novembre precedente.
Nel febbraio 2022 è tra i performer dell'halftime show del Super Bowl LVI. Nel mese di maggio Eminem collabora con CeeLo Green per il singolo The King and I, prodottoa da Dr. Dre per la colonna sonora del film Elvis di Baz Luhrmann. Il 24 giugno 2022 viene pubblicato il singolo From the D 2 the LBC in collaborazione con Snoop Dogg. L'11 luglio annuncia l'uscita di un album contenente i suoi più grandi successi, intitolato Curtain Call 2: al suo interno vi sono tutti gli album da Relapse fino a Music to Be Murdered By, collaborazioni varie e brani tratto da colonne sonore di film.
Nell'agosto 2023 collabora con Ez Mil nel singolo Realest, dove risponde pubblicamente a Melle Mel, che aveva affermato che Eminem era considerato uno dei cinque rapper migliori di tutti i tempi solo perché bianco. Il 3 novembre pubblica la versione deluxe di The Marshall Mathers LP 2, in occasione del suo undicesimo anniversario.

### The Death of Slim Shady (Coup de Grâce)
Durante la partecipazione al talk show Jimmy Kimmel Live!, Dr. Dre ha annunciato, dietro previa autorizzazione di Eminem, l'arrivo del nuovo album nell'estate 2024 e, a fine aprile, annuncia lui stesso ufficialmente tramite i social l'uscita di The Death of Slim Shady (Coupe de Grâce), presentato tramite un trailer raffigurante una scena del crimine in cui Slim Shady è stato assassinato. Il 28 maggio 2024 Eminem annuncia l'uscita del primo singolo Houdini, diffuso tre giorni più tardi. Il 28 giugno pubblica un trailer del secondo singolo, Tobey, che vede la collaborazione dei rapper Big Sean e BabyTron. Il brano è uscito su tutte le piattaforme il 2 luglio, accompagnato da un video musicale diretto da Cole Bennett. The Death of The Slim Shady (Coupe de Grâce) è stato pubblicato ufficialmente il 12 luglio, ricevendo recensioni contrastanti che elogiavano da una parte le tecniche di rap di Eminem, mentre dall'altra stroncavano il contenuto dei testi. Il 31 agosto pubblica, in collaborazione con LL Cool J, il singolo Murdergram Deux; si tratta della prima collaborazione in assoluto tra i due.

## Vita privata

### Primo divorzio
Dopo l'ascesa al successo, ci furono contrasti con la moglie, disgustata dal testo di Kim (The Marshall Mathers LP, 2000) e da quello di '97 Bonnie & Clyde. In entrambi Mathers dichiarava di aver ucciso la moglie e di averne gettato il cadavere in un lago. Il 7 luglio 2000, dopo aver visto il marito cantare dal vivo la canzone Kim, Kim tentò di suicidarsi nella sua casa di Clinton Township (Michigan), tagliandosi le vene dei polsi (Mathers lo racconta dal punto di vista della figlia Hailie in When I'm Gone). Ciò indusse Marshall ad avviare la procedura di divorzio, pochi mesi dopo, e ciò fu prontamente contrastato da Kim, con un'azione legale per sottrargli la custodia di Hailie, e per ottenere 10 milioni di dollari di danni per diffamazione. Tuttavia, nel giro di alcune settimane, tale operazione fu risolta con un compromesso: Kim avrebbe avuto la custodia della figlia e ad Eminem fu concesso il diritto di visitarla. Alla fine dell'anno la coppia si riconciliò per un breve periodo, stabilendo di mettere da parte il divorzio e di tornare insieme. Tuttavia, Kim Mathers avviò nel marzo 2001 la procedura di divorzio, che si concluse nell'ottobre di quell'anno. La custodia di Hailie fu affidata ad entrambi gli ex coniugi, mentre Eminem avrebbe dovuto pagare gli alimenti.
Mathers si è disintossicato nel 2008 da alcool e droga. Nel 2001, quando doveva scontare due anni di libertà vigilata, sottoposto al test antidroga fu costretto a disintossicarsi. Della propria tossicodipendenza parlò in alcuni brani di quel periodo e Proof dichiarò anche che il suo amico era divenuto sobrio e libero dalla droga. Tuttavia l'aumento della tensione e del carico di lavoro nella sua carriera professionale lo portarono a trovare sollievo nei sedativi Zolpidem.

### Secondo divorzio
Mathers e Kim si sono risposati il 14 gennaio 2006, nel Michigan. Tuttavia, meno di tre mesi dopo il rapper avviò la procedura di divorzio presso la corte della Contea di Macomb, citando come motivo "la rottura del rapporto matrimoniale" (che nel Michigan è l'unica ragione per cui un divorzio può essere approvato). Il 5 aprile 2006 la notizia venne diffusa dal Detroit Free Press e da Total Request Live, noto programma di MTV. Il divorzio divenne definitivo il 19 dicembre dello stesso anno.

### Hailie Mathers (figlia)
Hailie Jade Mathers, nata il 25 dicembre 1995, è la figlia di Eminem e Kimberly Anne Scott. Le canzoni di Eminem dedicate alla figlia sono: When I'm Gone, Mockingbird, Hailie's Song, My Dad's Gone Crazy (dove lei canta con il padre nella canzone), Temporary e Somebody Save Me.
Nel video del singolo Mockingbird, appaiono immagini di Hailie Jade e sua cugina Alaina (chiamata Lainy nella canzone). Alaina, figlia della sorella di Kim, è stata adottata da Eminem e adesso è legalmente sorella di Hailie Jade. Nell'album The Eminem Show (2002) è compresa la canzone My Dad's Gone Crazy, dove Hailie canta con il padre. Eminem ha un tatuaggio sul braccio destro raffigurante il volto di Hailie Jade. Il suo soprannome è "Hay-Hay".
Eminem, oltre ad Alaina, ha inoltre adottato Whitney, la figlia di Kim nata dal suo secondo matrimonio con un altro uomo.
Per parecchi anni ha anche accolto in casa e accudito il suo fratellastro minore Nathan, nato dalla relazione tra Debbie e un secondo uomo. Nathan ha anche fatto una comparsa in Without Me, nella sequenza in cui Eminem veste i panni della madre Debbie.

## Stile e influenze
La musica di Eminem è genericamente classificata come hip hop, ma presenta anche forti influenze del comedy hip hop e del Midwest hip hop. Nel 2003, durante la premiazione ai Grammy Awards per il miglior album rap (The Eminem Show), il rapper ha citato i propri ispiratori dicendo: 
Vi ringrazio, perché da tutti voi ho imparato a fare rap»
Tuttavia Eminem ha tratto ispirazione non solo da artisti hip hop ma anche rock e pop. Queste influenze si possono notare in particolar modo nell'album The Eminem Show, nel quale vi sono numerosi campionamenti di riff di chitarra elettrica e influenze di Led Zeppelin, Aerosmith e Jimi Hendrix che spiccano nel brano Sing for the Moment che contiene un campionamento da Dream On, dal quale sono ripresi il ritornello di Steven Tyler e l'assolo di Joe Perry. Eminem ha inoltre influenzato tutto il mondo dell'hip hop e in particolar modo l'hardcore hip hop di artisti quali Dark Lotus, Porta, Sullee, Sinik, Plan B, Cass Fox, Mayday!, Collie, Brandhärd, Asher Roth, Kaex, PJo e Randam Luck.

## Temi e argomenti
I testi di Eminem contengono argomenti tipici della cultura hip hop, quali la rabbia verso la società e la politica: non sono infatti rari gli attacchi verso l'ex Presidente degli Stati Uniti George W. Bush con canzoni estremamente politicizzate, come ad esempio Mosh, We As Americans o White America. A questi argomenti generali spesso se ne affiancano altri più introspettivi, che trattano del pessimo rapporto dell'artista con la madre, testimoniato da canzoni come Cleanin' Out My Closet e Kill You, l'ex moglie Kim a cui dedica, tra le altre, canzoni come Kim e Puke e la figlia Hailie, che porta tatuata sulla spalla destra. La figlia avuta con Kim è l'unica persona nell'ambito familiare di cui parla in modo positivo, dimostrando l'affetto che prova per lei in canzoni come Mockingbird, When I'm Gone o le meno famose Hailie's Song e My Dad's Gone Crazy, contenute nell'album The Eminem Show.
Accanto a questi argomenti spesso se ne affiancano altri più leggeri come le parodie alla musica pop americana, nei testi e nei video Eminem si prende spesso gioco di artisti come Paris Hilton, Christina Aguilera, Britney Spears, Jessica Simpson, Michael Jackson, Mariah Carey ma soprattutto Moby. Le canzoni incriminate in questo senso sono soprattutto The Real Slim Shady, Without Me, Ass Like That e Just Lose It.

## Controversie

### Accuse di omofobia
Con l'enorme popolarità di The Marshall Mathers LP le polemiche su Eminem sono ulteriormente aumentate, soprattutto dopo la nomina dell'album ai Grammy Awards. Anche se Mathers ha sempre dichiarato che i suoi testi non devono mai essere presi sul serio, e di non avere nulla in contrario verso omosessuali e donne, l'associazione statunitense per i diritti degli omosessuali boicottò all'epoca i Grammy. Eminem rispose rappando dal vivo Stan insieme ad Elton John, omosessuale dichiarato, che ne cantò la parte affidata originariamente a Dido. Questa versione dal vivo divenne un singolo, poi inserito nella raccolta Curtain Call: The Hits. I ricavati della vendita del singolo sono stati devoluti in beneficenza all'associazione MusiCareer Foundation.

### Testi razzisti e violenti
Durante i contrasti con Eminem, Benzino trovò due vecchie cassette del suo collega che rappava frasi ritenute razziste. Nelle due canzoni Eminem diceva "Non mi piace la feccia negra" e "le donne di colore vanno solo a caccia di soldi dai loro partner". Quando le canzoni divennero di pubblico dominio, il rapper pubblicò immediatamente una scusa per le polemiche scatenate da quelle frasi. Per quelle canzoni si scusò anche su Yellow Brick Road, dall'album Encore. Eminem cercò di spiegare come le canzoni fossero venute fuori: nella prima voleva essere più "incisivo", nella seconda si lamentava della sua rottura con una ragazza di colore.
Subito dopo l'arrivo delle sue prime risposte, l'amministratore delegato della Def Jam Russell Simmons lo appoggiò e accettò le scuse. Da allora altri rapper, tranne il rivale Benzino, hanno dimenticato o semplicemente messo da parte la discussione. Tuttavia anche quest'ultimo nel 2012 si riappacificò con il rapper di Detroit. Anche alcuni testi violenti di Eminem hanno portato al rapper molte critiche.

### Accuse di misoginia
Eminem è stato accusato spesso anche di misoginia, soprattutto per le canzoni Kill You e Kim, da The Marshall Mathers LP. I critici hanno sostenuto che la prima canzone ritraesse una forma estremamente violenta di abuso sulle donne e che una delle strofe parlava addirittura del rapper che violentava sua madre. La seconda non è altro che una delle tante risse immaginarie tra Eminem e l'ex moglie Kim, con rime urlate e rauche. Malgrado le sue espressioni contrastanti di amore e odio, alla fine della canzone Eminem è mostrato mentre afferra alla gola Kim e grida in lacrime «Sanguina, puttana, sanguina!».
Sull'edizione censurata del CD, la traccia fu sostituita con un'altra quasi del tutto priva di riferimenti simili, intitolata The Kids.

### Critiche ad artisti e figure politiche
Lo stile provocatorio di Eminem lo ha condotto a feroci diverbi con alcuni suoi colleghi, tra i quali Ja Rule, Benzino, Everlast, Nas, Machine Gun Kelly, Drake, Royce da 5'9", Canibus, gli Insane Clown Posse, Vanilla Ice, Michael Jackson, Will Smith, Britney Spears, Mariah Carey, Fred Durst dei Limp Bizkit, DJ Lethal, Moby, Nelly e Christina Aguilera. Eminem ha avuto diverbi anche con gli attori Christopher Reeve e Richard Gere.

## Carriera nel cinema, collaborazioni, progetti collaterali

### Eminem come attore
Mathers ha debuttato ufficialmente nel mondo di Hollywood con la pellicola 8 Mile uscita nel 2002 dedicata alla sua vita e alla sua carriera. Ha registrato alcuni brani per la colonna sonora del film, tra cui Lose Yourself, premiato con un Oscar; non fu eseguito durante la cerimonia, perché rifiutò di cantarne la versione censurata, come chiestogli dall'emittente ABC. Eminem non era neppure presente alla cerimonia e la statuetta del premio venne ritirata dal suo collaboratore di lunga data e coautore della canzone, Luis Resto. Ha lavorato anche come doppiatore, per il telefilm Crank Yankers e per il cartone animato web The Slim Shady Show. Quest'ultimo è stato in seguito distribuito solo su DVD.

### Shady Records

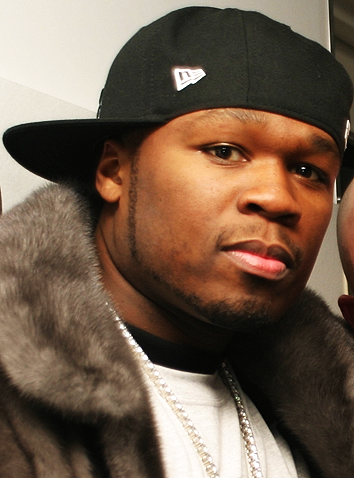
50 Cent, rapper lanciato al successo dalla Shady Records

Anche grazie ai notevoli successi di vendite, Mathers ha potuto fondare una propria etichetta discografica, divisione della Aftermath Entertainment: con il suo manager Paul Rosenberg ha creato, a fine 2000, la Shady Records. Mathers e Dr. Dre hanno scritturato 50 Cent per una joint venture, tra la Shady Records e la Aftermath. Per la sua etichetta, hanno firmato anche i D12 e Obie Trice.
Nel 2003 è stato assunto alla Shady Records Stat Quo, rapper di Atlanta. DJ Green Lantern, ex dj per Eminem, ha lavorato per la sua etichetta fino ad alcuni screzi con 50 Cent. Nel 2005 ha scritturato Ca$his e un altro rapper di Atlanta, Bobby Creekwater che venne successivamente rimpiazzato da Garch Youssef, secondo Eminem "un talento prodigio". All'Anger Management Tour del 2003, The Alchemist ha subito alcuni danni al polso e ha sospeso la sua attività, venendo temporaneamente sostituito da Clinton Sparks.
A fine giugno 2008, è stata annunciata la decisione di Obie Trice di lasciare la Shady Records, a causa di dispute con l'Universal. Tuttavia, è stato confermato che egli lavorerà ancora in futuro con Eminem e gli altri artisti dell'etichetta.

### Eminem come produttore
Eminem è anche un attivo produttore di album hip hop. È stato produttore esecutivo di due album dei D12, Devil's Night e D12 World (in cui ha anche rappato alcuni pezzi); ha inoltre prodotto numerose tracce per Cheers e Second Round's On Me di Obie Trice, e per Get Rich or Die Tryin' e The Massacre, entrambi di 50 Cent, dove ha partecipato ad alcune canzoni.
Ha prodotto anche alcune tracce del terzo album di 50 Cent, Curtis, in cui rappa in Peep Show. Ha prodotto la canzone Runnin, tratta dall'album postumo Tupac Resurrection OST (2003) di Tupac Shakur, nonché 13 tracce su 17 del quinto album dello scomparso rapper, Loyal to the Game (2004), in cui ha collaborato con la madre del rapper newyorkese, Afeni Shakur. Successivamente Mathers ha prodotto The People vs. del concittadino Trick-Trick, e ha collaborato con Akon nell'album Konvicted (2006), con il brano Smack That.

### D12

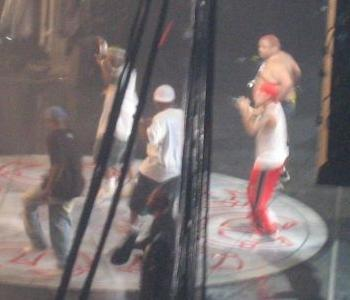
Eminem e i D12 al The Anger Management Tour

I D12 nascono nel 1990 grazie ad Eminem, Proof e altri rapper che poi hanno lasciato il gruppo. Nel 2001 Mathers ha portato al successo il gruppo, di cui fa anche parte, con il loro album d'esordio Devil's Night. Il primo singolo estratto dal disco è stato Purple Pills, un inno all'uso della droga (preceduto da Shit On You, incluso nell'edizione speciale dell'album). La versione ufficiale della canzone fu riscritta e privata di molte volgarità, sotto il titolo Purple Hills.
La band ha successivamente collaborato a due album di Eminem: in The Eminem Show sono presenti con When the Music Stops, in Encore collaborano al brano One Shot 2 Shot; nel 2004 sono tornati in scena con l'album D12 World, trainato soprattutto dal singolo My Band, il cui video venne trasmesso in rotazione su MTV. In seguito alla scomparsa di Proof, ucciso da tre colpi di pistola nel 2006, e all'overdose di Eminem nel 2007, i D12 attraversano un lungo periodo di pausa interrotto dall'uscita di alcuni mixtape che in pochi casi vedono Eminem partecipare a dei brani.

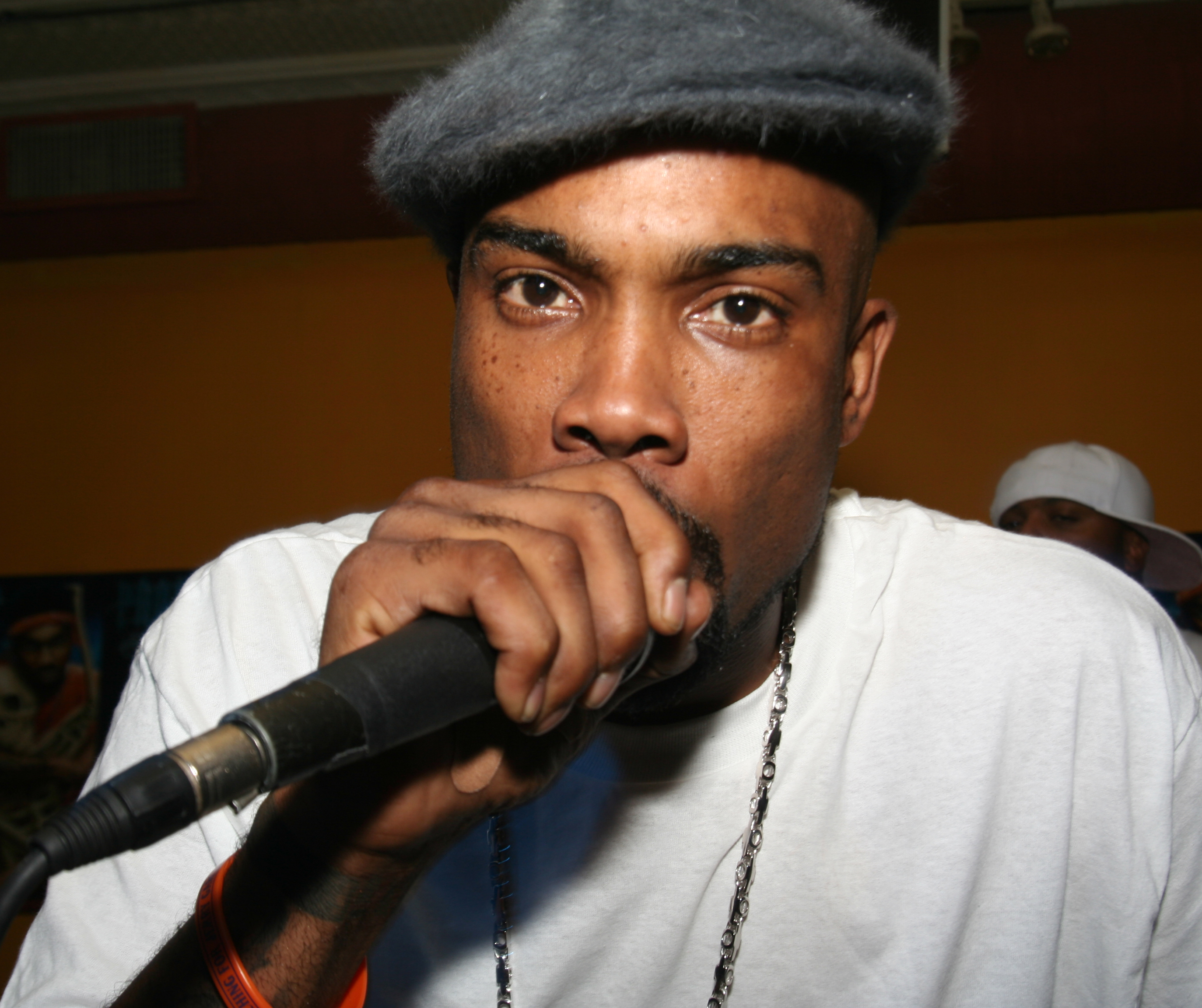
Foto di Proof, morto l'11 aprile 2006, al quale Eminem dedica le canzoni You're Never Over e Difficult

Nella traccia Stepping Stone contenuta nell'album Kamikaze uscito nel 2018, Eminem parla dei problemi avuti con il gruppo in seguito alla morte di Proof e chiede scusa ai suoi compagni per non essere stato un buon leader e annuncia definitivamente la sua fuoriuscita dal gruppo, pur mantenendo un buon rapporto con tutti i membri.

### Royce da 5'9"
Agli esordi Eminem collaborò con un altro rapper di Detroit, Royce da 5'9". I due divennero all'epoca molto apprezzati a Detroit, soprattutto per la loro abilità nel battling. Eminem e Royce da 5'9" si autoproclamarono Bad Meets Evil, con il primo nei panni del "male" (Evil) e il secondo in quelli del "cattivo" (Bad), nel brano omonimo da The Slim Shady LP.
L'amicizia e la collaborazione tra Marshall e Royce terminarono ben presto. Royce ebbe uno screzio con i D12, e li insultò in alcune sue rime (anche se diverse volte risparmiò Eminem). Nonostante questo, i due si riappacificarono. Questo lo si può notare nel video di Forever, dove compare Royce e il suo gruppo, Slaughterhouse.

### Bad Meets Evil
Bad Meets Evil è il duo rap formato dallo stesso Eminem e il rapper Royce da 5'9", dove abbiamo Royce nei panni del cattivo (bad) ed Eminem nei panni del male (evil). Il duo nacque a Detroit nel 1996 per poi sciogliersi nel 2000 a causa di alcuni litigi tra Royce e i D12, il noto gruppo di Eminem. Nel 2011, invece, i due rapper si sono riuniti e insieme hanno pubblicato il 14 giugno un EP intitolato Hell: The Sequel. Primo singolo estratto da questo progetto è Fast Lane, accompagnato da un video musicale uscito l'8 giugno 2011 e disponibile su Vevo. Il 22 agosto viene pubblicato il secondo singolo Lighters, in collaborazione con Bruno Mars.
Eminem e Royce collaborarono insieme a G.Y. nella canzone Bad Meets Evil, contenuta nel secondo album da solista di Eminem The Slim Shady LP del 1999. L'album è stato certificato come disco d'oro dalla RIAA il 18 agosto 2011.
Eminem e Royce collaborano di nuovo in Not Alike, traccia del rapper di Detroit contenuta nell'album Kamikaze.

### Eminem in TV
Durante la maggior parte delle sue interviste Eminem dimostra sempre uno spiccato senso dell'umorismo. Si ricorda di Eminem una celebre gag agli MTV Movie Awards 2005: con una voce fittizia e una marionetta a forma di cane alla mano fece della satira su Lindsay Lohan, lì presente. Le disse: "Che remake farai poi, Glitter?" (film del 2001 che vede protagonista Mariah Carey). Eminem ha insegnato al conduttore Jimmy Kimmel come rappare e hanno composto insieme il brano Briefcase Joe. Prima di questo incontro Eminem era stato intervistato al Jimmy Kimmel Live! diversi anni prima.
È stato anche da Jonathan Ross sul canale televisivo della BBC per un'intervista circa il suo nuovo album. Eminem ha parlato del suo lungo ritiro dagli stage e del suo nuovo singolo: We Made You. Riguardo a tutte le popstar citate nella canzone e che lui prende in giro ha detto che «non è un attacco personale perché io non ho mai conosciuto queste persone, prendo solo nomi di qua e di là». Ha confermato lo stesso in una intervista per La Repubblica. Inoltre, Ross ha chiesto ad Eminem circa la sua vecchia band: i D12. In foto si sono soffermati entrambi a parlare di Bizarre, l'ultimo entrato nei D12 in ordine di tempo. In foto il rapper indossava una vistosa cuffia da doccia solitamente "utilizzata dalla nonna" come ha detto lo stesso Ross. Eminem ha risposto in modo satirico affermando che quando ha scelto i membri del suo gruppo ha detto: "good good good... great!" riferendosi al look originale di Bizarre.

#### Ruoli minori
Ha fatto un cameo anche in un fumetto Marvel. La saga è quella di "The Punisher" e il titolo è The Punisher/Eminem Kill You. L'anteprima in copertina è stata pubblicata sul sito Marvel. Ha prestato la sua voce al programma Crank Yankers e al cartone animato web The Slim Shady Show, incentrato sulla vita di Eminem e dei suoi alter ego, ovvero Slim Shady, Marshall Mathers e Ken Kaniff. In seguito il cartone fu poi venduto tramite DVD. Ha doppiato una versione animata di sé stesso in una puntata dei Griffin.
Nel 2011 Eminem ha recitato come testimonial in una pubblicità dell'autovettura statunitense "Chrysler 200". Nella colonna sonora della pubblicità è presente una versione hard rock del singolo Lose Yourself.
Appare in un cameo nel video musicale di Break Stuff dei Limp Bizkit. È l'artista con più riferimenti ai film di Star Wars.

## Influenza culturale

Un graffito raffigurante Eminem a Shanghai

Eminem ha ispirato molti fumettisti e disegnatori, ad esempio nel fumetto Wanted il protagonista Weasley Gibson è disegnato con le sue fattezze, oltre ad avere ispirato anche l'aspetto del personaggio di Ener nel manga One Piece.
In Grand Theft Auto: San Andreas a San Fierro c'è un'industria che porta il nome di Shady Industries. È un riferimento ad Eminem e al suo gruppo, da notare che la fabbrica è quella che compare in alcuni suoi videoclip.
Nel giugno del 2017 la parola Stan, titolo di un brano contenuto all'interno di The Marshall Mathers LP, è stata inserita all'interno dell'Oxford Dictionary, a cui è stato attribuito il significato di «fervente e ossessivo ammiratore di una particolare celebrità». La parola può infatti essere considerata come la sincrasi tra le parole stalker e fan.

## Discografia

### Da solista
Album in studio
- 1996 – Infinite
- 1999 – The Slim Shady LP
- 2000 – The Marshall Mathers LP
- 2002 – The Eminem Show
- 2004 – Encore
- 2009 – Relapse
- 2010 – Recovery
- 2013 – The Marshall Mathers LP 2
- 2017 – Revival
- 2018 – Kamikaze
- 2020 – Music to Be Murdered By
- 2024 – The Death of Slim Shady (Coup de Grâce)

Raccolte
- 2005 – Curtain Call: The Hits
- 2014 – Shady XV
- 2022 – Curtain Call 2

### Con i D12
- 2001 – Devil's Night
- 2004 – D12 World

### Con i Bad Meets Evil
- 2011 – Hell: The Sequel

## Filmografia

### Cinema
- Da Hip Hop Witch, regia di Dale Rasteghini - cameo (2000)
- The Wash, regia di Dj Pooh - non accreditato (2002)
- 8 Mile, regia di Curtis Hanson (2002)
- Funny People, regia di Judd Apatow - cameo (2009)
- The Interview, regia di Evan Goldberg e Seth Rogen - cameo (2014)
- Un tipo imprevedibile 2 (2025)

### Televisione
- Journey of Dr. Dre, regia di Lauren Lazin - documentario (2000)
- Xzibit: Restless Xposed, regia di Devid Dehaven - cameo (2001)
- 50 Cent: The New Breed, regia di Damon Johnson (2003)
- Crank Yankers - serie TV, episodio 2x21 (2004)
- Where Have You Been - episodio dedicato ad Eminem da MTV[169] (2009)
- Entourage - serie TV, episodio 7x10 (2010)

### Documentari
- Hitz & Disses (2000)
- Public Eminem #1 (2001)
- The Making of Slim Shady's World (2001)
- Eminem: Behind the Mask (2001)
- Eminem: All Access Europe (2002)
- The Making of 8 Mile (2003)
- The Art of Rap (2012)
- The Defiant Ones (2017)

## Doppiatori italiani
Nelle versioni in italiano delle opere in cui ha recitato, Eminem è stato doppiato da:
- Massimiliano Alto in 8 Mile, Funny People, The Interview
- Gianluca Crisafi in Entourage

## Attività commerciale
Oltre ad essere un cantante e un produttore musicale con la sua etichetta Shady Records, Eminem ha fondato anche altre imprese commerciali dedite alla cinematografia, abbigliamento, videogiochi e anche fondazioni di beneficenza:
- Shade 45 Sirius (canale musicale hip hop)
- Shady Ltd. Clothing (linea d'abbigliamento)
- Shady Games (casa produttrice di videogiochi)
- The Marshall Mathers Foundation (beneficenza)
- Shady Films (studio cinematografico)

### Videogiochi
- 2005 – 50 Cent: Bulletproof (Detective McVicar)
- 2015 – Shady Wars

## Riconoscimenti
- American Music Award
  - 2003 – Miglior artista hip-hop maschile
  - 2003 – Miglior album hip hop, The Eminem Show
  - 2003 – Miglior artista hip-hop/R&B maschile
  - 2003 – Miglior album hip-hop/R&B, The Eminem Show
  - 2005 – Miglior artista hip-hop/R&B maschile
  - 2006 – Miglior artista hip-hop/R&B maschile
  - 2010 – Miglior artista hip-hop/R&B maschile
  - 2010 – Miglior album hip-hop/R&B maschile
  - 2025 – Miglior artista hip-hop/R&B maschile, Recovery
- Billboard Music Award
  - 2002 – Album dell'anno, The Eminem Show
  - 2002 – Miglior album R&B/Hip Hop, The Eminem Show
  - 2009 – Artista del decennio
  - 2011 – Miglior artista
  - 2011 – Miglior artista maschile
  - 2011 – Miglior artista rap
  - 2011 – Miglior album della Billboard 200, Recovery
  - 2011 – Miglior album rap, Recovery
  - 2011 – Miglior canzone rap, Love the Way You Lie
- Grammy Award[170]
  - 2000 – Best Rap Solo Performance, My Name Is
  - 2000 – Best Rap Album, The Slim Shady LP
  - 2001 – Best Rap Solo Performance, The Real Slim Shady
  - 2001 – Best Rap Performance by a Duo or Group (con Dr. Dre), Forgot About Dre (2001)
  - 2001 – Best Rap Album, The Marshall Mathers LP
  - 2003 – Best Short Form Music Video, Without Me (diretto da Joseph Kahn)
  - 2003 – Best Rap Album, The Eminem Show
  - 2004 – Best Male Rap Solo Performance, Lose Yourself
  - 2004 – Best Rap Song, Lose Yourself
  - 2010 – Best Rap Album, Relapse
  - 2011 – Best Rap Solo Performance, Not Afraid
  - 2011 – Best Rap Album, Recovery
  - 2015 – Best Rap Album, The Marshall Mathers LP 2
  - 2015 – Best Rap/Sung Collaboration, The Monster (feat. Rihanna)
- MTV Africa Music Awards
  - 2010 – Best International act
- MTV Europe Music Awards
  - 1999 – Miglior artista hip hop
  - 2000 – Miglior artista hip hop
  - 2000 – Miglior album, The Marshall Mathers LP
  - 2001 – Miglior artista hip hop
  - 2002 – Miglior artista maschile
  - 2002 – Miglior artista hip hop
  - 2002 – Miglior album, The Eminem Show
  - 2003 – Miglior artista hip hop
  - 2009 – Miglior artista maschile
  - 2010 – Miglior artista hip hop
  - 2011 – Miglior artista hip hop
  - 2013 – Miglior artista hip hop
  - 2013 – Icona Globale
  - 2014 – Miglior artista hip hop
  - 2017 – Miglior artista hip hop
- MTV Movie & TV Awards[171]
- 2003 – Migliore performance maschile, 8 Mile
- 2003 – Migliore performance maschile esordiente, 8 Mile
- MTV Video Music Awards
  - 1999 – Miglior artista esordiente, My Name Is[172]
  - 2000 – Miglior video dell'anno, The Real Slim Shady[173]
  - 2000 – Miglior video maschile, The Real Slim Shady[173]
  - 2000 – Miglior video hip-hop (con Dr. Dre), Forgot about Dre[173]
  - 2002 – Miglior video dell'anno, Without Me[174]
  - 2002 – Miglior video maschile, Without Me[174]
  - 2002 – Miglior video hip-hop, Without Me[174]
  - 2002 – Migliore regia, Without Me[174]
  - 2003 – Miglior video da un film, Lose Yourself[174]
  - 2009 – Miglior video hip-hop, We Made You[175]
  - 2010 – Miglior video maschile, Not Afraid[176]
  - 2010 – Miglior video hip-hop, Not Afraid[176]
  - 2014 – Miglior montaggio, Rap God
- People's Choice Awards
  - 2012 – Miglior artista hip hop
- Premio Oscar
  - 2003 – Miglior canzone originale, Lose Yourself
- YouTube Music Awards
  - 2013 – Artista dell'anno

## Scritti
- Angry Blonde, Regan Books, 2001. ISBN 978-0-06-620922-7.
- Whatever You Say I Am: The Life and Times of Eminem, Three Rivers Press, 2004. ISBN 978-1-40-005380-3.
- The Way I Am, Dutton Adult, 2008. ISBN 978-0-9702821-1-8.